# Хилков, Андрей Дмитриевич
Князь Андрей Дмитриевич Хилков (ум. после 1602) — русский военный и государственный деятель, рында, стольник, дворянин московский, голова, воевода и окольничий во времена правления Ивана IV Васильевича Грозного, Фёдора Ивановича и Бориса Годунова.
Из княжеского рода Хилковы. Младший из двух сыновей боярина и воеводы князя Дмитрия Ивановича Хилкова (ум. 1564). Старший брат — окольничий и воевода князь Василий Дмитриевич Хилков.

## Биография

### Служба Ивану Грозному
В 1545 году упомянут рындою со второй средней государевой рогатиной в Казанском походе. В 1551 году сто восьмой голова в Государевом полку в походе к Полоцку. В апреле 1577 года князь Андрей Дмитриевич Хилков упоминается в свите царя Ивана Грозного как «четвертой рында с сулицей» во время похода русской рати на Лифляндию. В 1578 году послан от Государя «потчивать» крымских послов. В июне 1579 года упомянут в царской свите «с третьим саадаком» во время нового похода «на немецкую на Ливонскую землю». В этом же годку упомянут рындою с государевым копьём в походе против войск Речи Посполитой, а потом отправлен провожать и охранять обозы с продовольствием из Алыста в Куконос, Скродной, Линевард и Круцберх. В 1580 году рында с третьим государевым саадаком в походе на Лифляндию. В 1581 году на бракосочетании царя Ивана Грозного с Марией Фёдоровной Нагой, нёс первым каравай царицы. В 1583 году местничал с Фёдором Михайловичем Ласкиревым. В октябре 1584 года князь Андрей Дмитриевич Хилков первый воевода в Туле, где в ноябре получил царский указ по «ногайским вестям» сходиться с бояриным и князем Хворостининым и быть с ним воеводой Большого полка. В этом же году упомянут стольником посланным в Алексин и Калугу осматривать Передовой полк и войска правой руки.

### Служба Фёдору Ивановичу
В сентябре 1585 года назначен первым воеводой полка войск левой руки в Новгороде в запланированном зимнем походе на шведов, а в ноябре указано ему идти с войском из города против шведов воеводою Большого полка, с указанием, если государев поход будет отложен, то быть ему третьим воеводою Сторожевого полка. Тогда же с ним безуспешно местничали воевода из сторожевого полка М. Салтыков и воевода передового полка князь М. Ноздроватый. Уже в походе царь Фёдор Иоаннович «по свейским вестем веле бояром и воеводам князю Тимофею Романовичю Трубецкому да Ивану Васильевичу Годунову посылати от себя на свейские люди, где придут, на три полка воевод: в болшом полку князя Ондрея Хилкова». Тогда же воевода из передового полка князь М. Ноздроватый местнический спор у князя Андрея Хилкова.
В 1586 году — воевода в Смоленске, «в другом городе», где упомянут осенью 1587 года третьим воеводой. В 1588-1589 годах — первый воевода в Орле, откуда отправлен сходным воеводой с князем Ноготковым. В марте 1588 года вместе с другими воеводами М. М. Салтыковым-Кривым и князем М. Ф. Кашиным, просил для себя безместия под началом первого воеводы князя Т. Р. Трубецкого, но быть меньше князя Дмитрия Ивановича Хворостинина «быть невместно».
Осенью 1589 года князь Андрей Дмитриевич Хилков был отправлен вторым воеводой в Дедилов. «Государь царь …пошол с Москвы в свою отчину Великий Новгород для своего дела и земского декабря в 14 день… на непослушника своего свейского короля на Ягана (Юхана Вазу) к городом к Ругодиву и к Иванюгороду, да х Копорье, да к Яме». В этом походе князь Андрей Хилков был приписан к царскому послу среди прочих воевод в качестве есаула. В этом же году упомянут головою в походе из Новгорода под Ругодив, а после отправлен первым воеводой в Чернигов.

### Служба Борису Годунову
С июня 1590 года числился на службе в Чернигове, «в болшом городе», и продолжал служить там и в следующем году. Со службы посылал гонца к польскому воеводе в Киев требовать компенсации за многие причинённые поляками обиды. В январе 1592 года письменный голова при князе Мстиславском, потом воевода сторожевого полка окольничий князь Фёдор Иванович Хворостинин был отправлен из Новгорода к Ивангороду для встречи со шведскими послами, «а в князя Федорово место велено быть в сторожевом полку князю Ондрею Дмитриевичу Хилкову». Тогда ж князь Андрей Хилков местничал с воеводой князем Михаилом Фёдоровичем Кашиным. Затем князь Хилков был отправлен из Новгорода первым воеводой в Орешек, а в 1593 году «февраля воевода князь Ондрей Хилков из Орешка отпущен в Москву». В июне этом же года пожалован в окольничии.
Весной 1594 года князь Андрей Дмитриевич Хилков был отправлен первым воеводой в Рязань, откуда в апреле получив известия о возможном нападении крымских татар, Разрядный приказ отправил его вторым воеводой в Коломну «на берег» командовать сторожевым полком. В марте 1595 года «по татарским вестем» назначен первым воеводой командовать тем же полком в Крапивне, где упомянут в данной должности и в 1597 году. В феврале 1597 года прислан первым воеводой в Новосиль.
В марте 1598 года князь Андрей Дмитриевич Хилков вновь находился на воеводстве в Новосиле. В апреле 1598 года упоминается среди есаулов в государевом полку в серпуховском походе нового царя Бориса Фёдоровича Годунова в походе против крымского хана Гази Герая Боры. В 1601-1602 годах — первый воевода «на Терке».

## Семья
Воевода князь Андрей Дмитриевич Хилков был женат на дочери Евстафия Михайловича Пушкина, от брака с которой оставил пятерых сыновей:
- Князь Хилков Борис Андреевич — стольник и воевода.
- Князь Хилков Фёдор Андреевич по прозванию Молодой — воевода и окольничий.
- Князь Хилков Пётр Андреевич — стольник и воевода.
- Князь Хилков Иван Андреевич Большой — стольник и воевода.
- Князь Хилков Иван Андреевич Меньшой — стольник, воевода и боярин.